# Edmo Zarife
Edmo Zarife (Nova Friburgo, 15 de dezembro de 1940 – Niterói, 27 de dezembro de 1999) foi um radialista e locutor brasileiro.

## Carreira
Descendente de libaneses nascido em Nova Friburgo, Zarife construiria uma sólida carreira e se tornaria uma das maiores referências da locução brasileira. Ao sair de sua cidade natal, foi para a Rádio Globo, onde foi comunicador, apresentando alguns programas, além de "voz-padrão" de chamadas e vinhetas. A última atração comandada por Edmo foi o "Super Paradão", de segunda a sexta, de meia-noite às 3 da manhã, sempre gravado. A última edição deste programa foi na véspera do Natal de 1999. Dois dias antes, Zarife havia sido internado num hospital em Niterói em virtude de problemas cardíacos, e morreu cinco dias depois.

## O surgimento da vinheta "Brasil-Sil-Sil!"
A famosa vinheta "Brasil-Sil-Sil!", interpretada por Edmo Zarife, e que marca as transmissões esportivas do Sistema Globo de Rádio e da Rede Globo de Televisão começou a nascer em 1968. O diretor geral da rádio na época Mário Luiz e o narrador esportivo Waldir Amaral, procuravam dar uma dinâmica maior às transmissões de futebol da Rádio Globo, para dar uma estética mais alegre e um "toque de show" nas mesmas. E nessa época, o cantor paraguaio Fábio Rolon gravou a lendária vinheta "Rádio Globooooooooooo!", que ficou no ar por 4 décadas (saindo do ar apenas em meados de 2009). Chegada a época das Eliminatórias da Copa do Mundo de 1970, Waldir Amaral e Mário Luiz pediram à Edmo Zarife e ao técnico de som José Cláudio Barbedo (o "Formiga") fazerem um grito de guerra para levar a Seleção Brasileira à frente. Assim, Zarife e Formiga ficaram duas horas dentro do estúdio, gravando em um "fitão" várias frases e bordões. E ouvindo a fita, depois de toda gravada, Barbedo, com seu conhecimento no assunto e sua técnica apurada, após ouvir o "Brasil-Sil-Sil!", apontou e disse: "Zarife, é essa". Em seguida, os dois resolveram ouvir aquela parte por umas 30 vezes. E assim, nasceu a vinheta "Brasil-Sil-Sil!"